# بوريس روزنغ
بوريس روزنغ (بالروسية: Розинг, Борис Львович)‏ (و. 1869 – 1933 م) هو فيزيائي، ومهندس من الإمبراطورية الروسية . ولد في سانت بطرسبرغ.
توفي في أرخانغلسك ، عن عمر يناهز 64 عاماً.